# Яя (Кемеровская область)
Я́я — посёлок городского типа в Кемеровской области, административный центр Яйского района Кемеровской области. Посёлок расположен на реке Яя.
Население — 9273 чел. (2021).

## История
Возник в 1897 году в связи со строительством железной дороги. Статус рабочего посёлка — с 1934 года.
Первое поселение на территории поселка называлось Шегарка и находилось на месте поселения селькупов. В переписной книге Томского уезда за 1701 год есть сведения о Шегарке (Ф. 214, кн. 1279). Житель посёлка В. М. Пономарёв, род которого на протяжении многих поколений живёт в Яе, утверждает, что его прадед Федосей родился в Шегарке в 1771 г. В переписи населения 1859 г. отмечается, что в Шегарке проживало 213 мужчин и 145 женщин. По мнению краеведов, действующее кладбище на окраине ул. Заречная используется с 1600 года.
Вторым и наиболее крупным поселением была Жарковка, расположенная на высоком левом берегу Яи. Она развивалась быстрее, и вскоре Шегарка стала её частью. Впервые в списке населённых мест Томской губернии (ул. Левобереговая). Насчитывалось 358 жителей и 63 двора. Все улицы шли параллельно реке. По меркам того времени Жарковка была большим сибирским селом. В 1861 г. была построена церковь, с этого времени Жарковка стала селом Жарковское. В 1893 г. в нём проживало 555 душ, было 117 дворов. Открыто двухклассное училище.
В 1894 году построен железнодорожный мост. Для защиты от размыва весенним паводком было решёно укрепить берега около моста крупными камнями в несколько слоёв. Сегодня эта каменная кладка смотрится необычно на реке c песчаными берегами. При постройке железной дороги в посёлке открылись гравийные карьеры на месте, где сейчас находятся автостанция, стадион, озеро Анжерское и улица Карьер. На добыче его работало до 400 человек, отбывая повинность. Вывозили на лошадях.
Во время строительства Транссибирской магистрали через территорию уезда в 1891—1895 гг. в полутора километрах от Жарковского был устроен разъезд Яя.
В 1934 году руководство Анжеро-Судженского горсовета решило на месте населённых пунктов около станции Яя образовать один рабочий посёлок. Постановлением № 1644 от 22.07.1934 г. из железнодорожной станции Яя, территории лесозавода и села Жарковского образован рабочий посёлок Яя.

## Этимология
Назван по реке Яя. Название реки, по одной из версий, происходит от тюркского яй — «лето» (то есть, река, где были летние стоянки). По другой, название первоначально имело форму Я и могло быть южносамодийским речным термином (сравните мансийское я — «река»). Форма Яя возникла в русском употреблении.

## Население
| 1959    | 1970    | 1979    | 1989    | 2002    | 2009    | 2010    |
| ------- | ------- | ------- | ------- | ------- | ------- | ------- |
| 17 572  | ↘15 309 | ↘14 519 | ↘14 280 | ↘13 575 | ↘12 366 | ↘11 688 |
| 2011    | 2012    | 2013    | 2014    | 2015    | 2016    | 2017    |
| ↘11 679 | ↘11 455 | ↘11 351 | ↘11 199 | ↘11 027 | ↘10 968 | ↘10 810 |
| 2018    | 2019    | 2020    | 2021    |         |         |         |
| ↘10 622 | ↘10 428 | ↘10 305 | ↘9273   |         |         |         |

## Экономика
- ЗАО «Кузбассстрой» (песчано-гравийные смеси, песок).
- ООО НПЗ «Северный Кузбасс». Производство кокса, нефтепродуктов.
- ООО «Лесинвест Яя». Предприятие с 1891 года осуществляет заготовку и переработку древесины. Имеет большую[насколько?] производственную базу.
- Яйский нефтеперерабатывающий завод
- ФКУ ИК-37

## Образование
В Яе находятся три средних общеобразовательных школы: школы № 1, № 2 и № 3, а также коррекционная школа. Кроме того, в посёлке есть центр детского творчества, детская школа искусств, МКДЦ «Феникс», РДК. Имеются спортивные школы: «Спорткомплекс», «Альбатрос» и стадион «Луч».

## Климат
Климат в Яе умеренно континентальный, зима холодная и продолжительная, лето непродолжительное, тёплое и влажное.
| Показатель                                            | Янв.  | Фев.  | Март  | Апр.  | Май  | Июнь | Июль | Авг. | Сен. | Окт.  | Нояб. | Дек.  | Год  |
| ----------------------------------------------------- | ----- | ----- | ----- | ----- | ---- | ---- | ---- | ---- | ---- | ----- | ----- | ----- | ---- |
| Абсолютный максимум, °C                               | 6,0   | 5,4   | 12,9  | 26,3  | 39,3 | 43,4 | 45,4 | 38,9 | 31,6 | 24,5  | 12,7  | 5,4   | 34,9 |
| Средний суточный максимум, °C                         | −14   | −9,6  | −0,4  | 8,7   | 19,5 | 24,0 | 24,8 | 22,5 | 16,6 | 8,2   | −1,9  | −11,3 | 7,3  |
| Средняя температура, °C                               | −18,9 | −15,4 | −6,3  | 2,3   | 11,9 | 17,4 | 18,6 | 15,9 | 10,1 | 3,1   | −5,6  | −15,9 | 1,9  |
| Средний суточный минимум, °C                          | −23,2 | −20,2 | −11,4 | −3    | 4,9  | 11,3 | 13,0 | 10,4 | 5,0  | −0,8  | −9    | −20,2 | −3,6 |
| Абсолютный минимум, °C                                | −55   | −45,2 | −33,6 | −20,8 | −6,4 | −1   | 3,1  | 0,7  | −3,9 | −18,3 | −28,6 | −53,4 | −55  |
| Норма осадков, мм                                     | 27    | 24    | 27    | 28    | 32   | 80   | 86   | 58   | 39   | 42    | 47    | 45    | 536  |
| Источник: Компиляция данных с сайта "Погода и Климат" |       |       |       |       |      |      |      |      |      |       |       |       |      |

## Русская православная церковь
По преданию, храм возведён жителями села Жарковка, расположенного на месте современной Яи, по инициативе тяжело болевшей местной землевладелицы-графини. В начале 1930-х годов храм был закрыт, в нём открыли лесосплавную контору. В настоящее время на этом месте расположены жилые дома.
Новый храм в честь преподобного Онуфрия вместительностью до 300 человек построен в начале 2000-х годов.
В ночь на 14 февраля 2022 года храм полностью сгорел.

## Телевидение
- Первый канал
- Россия 1 / ГТРК Кузбасс
- РЕН-ТВ / Яйское ТВ
- ТВ Центр
- СТСLOVE
- 5 канал

## В литературе
В посёлке проходит действие повести советского писателя Виля Липатова «Лида Вараксина», хотя в произведении автор помещает посёлок Яя на реку Чулым.